# Kościół w Järva-Jaani
Kościół w Järva-Jaani (est. Järva-Jaani kirik) – średniowieczny kościół w Järva-Jaani, pierwotnie katolicki, następnie protestancki. Wpisany do rejestru zabytków Estonii pod nr 14978.

## Historia
W 1238 r. król Danii Waldemar II zawarł z Zakonem Krzyżackim pokój w Stensby, na mocy którego prowincja Jerwia (Järvamaa) pozostawała częścią państwa zakonnego, podczas gdy położone bardziej na północ ziemie estońskie weszły w skład Księstwa Estonii, domeny króla duńskiego. Traktat zakazywał zakonowi działań uderzających w interesy sąsiadów pozyskanej prowincji, w pierwszej kolejności w interesy duńskie, w tym m.in. zabraniał budowy fortyfikacji i zamków. Zakon nie zastosował się do tych postanowień, wznosząc zamek w Paide, stolicy prowincji, a w innych miejscowościach blisko granicy - obronne kościoły. Kościół w Järva-Jaani został zbudowany w końcu XIII w.

## Architektura
Kościół w Järva-Jaani wyróżnia się prostotą i surowością architektonicznej formy. Jest to budowla jednonawowa, pierwotnie nie posiadała wieży. Wnętrze świątyni wsparte jest na ostrych łukach posadowionych na ciężkich półkolumnach. W 1881 r. do budynku, na jego elewacji frontowej, dobudowano wysoką wieżę.
Najstarszym zachowanym elementem kościelnego wyposażenia jest XIV-wieczny stół ołtarzowy oraz płyta nagrobna z XVI w. Kościelna ambona pochodzi z XVII w., podobnie jak ołtarz główny, wykonany w 1654 r. przez Andreasa Mihaelsona.